# Каушэзерс
Ка́ушэзерс (латыш. Kaušezers, Kovša ezers, Kovšezers, Kovšu ezers) или Узкое (латыш. Šaurais ezers) — озеро в Истринской волости Лудзенского края Латвии. Входит в состав озёрной группы Вецслабадас-Эзери. Относится к бассейну Великой.
Располагается к юго-востоку от Вецслабады, на восточной окраине Дагдского всхолмления Латгальской возвышенности. Уровень уреза воды находится на высоте 150,3 м над уровнем моря. Площадь водной поверхности — 19,7 га. Вода желтоватого оттенка. Наибольшая глубина — 8,1 м, средняя — 4,7 м. Дно илистое; мощность донных отложений достигает 2,5 м. На юго-западе сообщается с озером Плисунс.